# 贾布里勒·西塞
積布·施斯（法語：Djibril Cissé，1981年8月12日—）是一名前幾內亞後裔法國職業足球員，他的雙親卻是科特迪亞人，司職前鋒，目前效力瑞士三級聯賽球隊伊華東。

## 球會生涯

### 歐賽爾
施斯出身於法國小型球會歐賽爾，當時已嶄露頭角，並入選了2002年世界杯法國大軍，但並非正選。在2003年5月，他為歐賽爾贏得法國盃。
他是2001-02及2003-04法甲聯賽神射手。他為歐賽爾在聯賽共上陣128次射入70球。

### 利物浦
2003年英超老牌球會利物浦教練侯利亞出手斟介施斯，結果他於2004年夏天以超過1400萬鎊加盟。然而侯利亞卻於2004年夏季離任，改由賓尼迪斯接任，因此對施斯在利物浦的未來產生不明朗因素。果然，由於他不習慣賓尼迪斯的戰術思想，加上傷患，因此不受重用。
外界對施斯的印象是一名速度飛快，但容易受傷的前鋒。2004-05年賽季，第一場上陣對熱刺即射入英超首個入球，但於2004年10月30日作客對布力般流浪的聯賽賽事，被布力般球員從後踢斷左腳脛骨嚴重受傷，致大半個球季均缺陣。幸好，他能及時於球季末段復出，並能在歐洲聯賽冠軍盃決賽上陣，於互射十二碼時射入一球，最終為利物浦奪取冠軍。
2005-06年球季，由於戰術關係，賓尼迪斯較常把施斯放於右翼位置，但他顯然並不習慣。

### 馬賽
在2006年球季結束後，賓尼迪斯已有把他出售之意，以籌措夏天收購球員的資金。在2006年6月，利物浦跟馬賽就施斯轉會達成協議。但是施斯在代表法國對中國國家隊的一場世界盃熱身賽中，僅開賽十分鐘，施斯被中國國家隊隊長鄭智踢斷右腳，令其錯失上陣2006年德國世界盃的機會。
雖然施斯受傷，但賓尼迪斯決定將其外借至法甲的馬賽。他休養六個多月後，終於在06年12月擊敗摩納哥的賽事正式為馬賽上陣，該場賽事後備登場並助功予隊友射入第二球。至2007年夏季施斯正式以600萬英鎊轉會費加盟馬賽。

### 新特蘭
在2008年8月20日，施斯再次被外借，這次加盟英超球會新特蘭一個球季並有優先收購權。他在首次代表新特蘭聯賽上陣便取得入球，協助球隊作客2-1擊敗熱刺。

### 帕纳辛纳克斯
2009年7月初，施斯以身價800萬歐元加盟帕纳辛纳克斯，年薪則達到250萬，施斯簽約4年。

### 昆士柏流浪
2012年1月尾,施斯正式從拉素加盟昆士柏流浪,合約期為2年半，但未透露具體轉會費。
2013年1月20日，昆士柏流浪將施斯外徣至西亞卡塔爾星級足球聯賽球會至球季結朿。
2013年6月28日，施斯與昆士柏流浪達成協議解除合約，由7月1日起成為自由身球員。

## 國家隊生涯
施斯21歲時首次代表法國上陣，於2002年出戰比利時。他在2003年6月為法國贏得聯合會盃。他本入選出席2006年德國世界盃。但他於中国队熱身賽中被郑智踢斷右腳脛骨嚴重受傷而令其不能出席。

## 轶事
積布·施斯曾在法国著名喜剧电影的士速递第四部的片头里客串。

## 榮譽
法國國家隊
- 2003年：聯合會盃

歐賽爾;
- 2003年：法國盃

利物浦
- 2005年：歐洲聯賽冠軍盃
- 2005年：歐洲超級盃
- 2006年：英格蘭足總盃

## 外部連結
- （英文）（法文）個人官網
- 足球数据库：施斯的球员统计数据
- 利物浦官網簡介
- 施斯新特蘭官方球員介紹 （页面存档备份，存于）